# Георг Ернст Людвіг Хампе
Георг Ернст Людвіг Хампе (нім. Georg Ernst Ludwig Hampe, 1795–1880) — німецький фармацевт, ботанік і мохознавець, уродженець Фюрстенберга.

## Біографія
У 1810 році він став учнем фармацевта у свого дядька в Бракелі, і протягом наступних п'ятнадцяти років працював у кількох різних аптеках, у тому числі в одній в Галле-ан-дер-Заале, де він познайомився з ботаніком Куртом Шпренгелем (1766–1833). Він також працював в університетській аптеці в Геттінгені та в установах в Аллендорфі та Брауншвейгу. У 1825 році він став керівником місцевої аптеки в Бланкенбурзі-на-Гарці, де він залишався її директором до 1864 року.
Під час перебування в Бланкенбурзі Хампе збирав і вивчав флору гір Гарц. Його особливо цікавили мохи, і завдяки спілкуванню з бріологом Карлом Мюллером (1818-1899) він познайомився з неєвропейськими видами з Америки, Мадагаскару, Нової Зеландії, Австралії та ін. У своїх спільних дослідженнях з Мюллером він описав численні нові види мохів.
Пізніше Хампе отримав звання почесного професора Геттінгенського університету. У 1876 році він продав свою аптеку в Бланкенбурзі та переїхав до Гельмштедта, куди поїхав жити зі своїм сином. Після смерті Хампе його великий гербарій придбав Британський музей природної історії.

## Вшанування
На його честь фон Шлехтендаль (1794–1866) назвав рід рослин Hampea з родини Malvaceae.

## Основні праці
- Prodromus flora Hercynicae (Halle 1836, Nordhausen 1842)
- Vegetabilia cellularia in Germania septentrionali praesertim in Hercynia et in agro Gottingensi lecta (1834 & 1836) (спільно з Фрідріхом Готлібом Бартлінгом)
- Icones muscorum novorum vel minus cognitorum (Bonn 1844)
- Flora Hercynica oder Aufzählung der im Harzgebiete wildwachsenden Gefässpflanzen (1873)
- Flora Hercynica (Halle 1875).